# Koi no Tsumi
Koi no Tsumi (恋の罪), comercialitzada internacionalment com a Guilty of Love és una pel·lícula de thriller eròtica romàntica japonesa del 2011 dirigida per Sion Sono. El guió de Sono es basa en una història de Misue Kunizane, que es va inspirar en l'assassinat de Yasuko Watanabe el 1997. La trama segueix dues històries entrellaçades, la primera que implica la investigació d'un assassinat en un districte de l'hotel de l'amor de Tòquio, la segona sobre una dona descuidada (interpretada per l'esposa de Sono, Megumi Kagurazaka) que busca els seus desitjos carnals a través del modelatge nu i la prostitució.
Existeixen dues versions de la pel·lícula: el tall japonès original (144 minuts) i un muntatge internacional (113 minuts). Actualment, el primer no està disponible fora del Japó, França, Alemanya i els Estats Units.

## Argument
Un horrible assassinat esdevé a Maruyama-cho, Shibuya, Tòquio, un districte del hotel de l'amor, on es troba una dona morta en un apartament abandonat. Mentre la policia investiga, la història s'entrellaça amb la d'Izumi, la dona d'un famós novel·lista romàntic la vida del qual sembla només una repetició diària sense romanç. Un dia, per trencar amb la monotonia sense amor, decideix seguir els seus desitjos i accepta una feina com a model nua fent sexe davant la càmera. Aviat es troba amb un mentor i comença a vendre el seu cos a desconeguts, mentre a casa s'amaga darrere de la façana que encara és l'esposa que se suposa que és.

## Repartiment
- Miki Mizuno – Kazuko
- Makoto Togashi – Mitsuko
- Megumi Kagurazaka – Izumi

## Producció
El repartiment compta amb Megumi Kagurazaka, la dona de Sono i una col·laboradora molt habitual seva.

## Recepció
Una ressenya al lloc web The Spinning Image afirma que "Durant aquest examen microscòpic del personatge principal (de la pel·lícula) i com reacciona davant aquest inframón (,) Sion (Sono) va evocar una varietat d'escenes estranyes dissenyades per molestar".
Una ressenya a Variety, tot i que elogia la pel·lícula, afirma el que segueix: "La narració kafkiana, que entrellaça les històries de tres dones que lluiten amb sexe per diners i assassinat, s'inspira de nou en fet, però les imatges febrils segueixen sent pròpies del director malgrat un final confús, aquest serà un plaer "Guilty" per als fans i els aficionats al gènere del helmer, tot i que no ampliarà l'atractiu de Sono.”